# 武蔵野鉄道1形蒸気機関車
武蔵野鉄道1形蒸気機関車（むさしのてつどう1がたじょうききかんしゃ）は武蔵野鉄道（後の西武鉄道）に在籍していたタンク式蒸気機関車である。

## 概要
武蔵野鉄道が開業にあたって1914年（大正3年）、ドイツのヘンシェル・ウント・ゾーン社製を5両（製造番号12527 - 12531 → 1 - 5）輸入したものである。車軸配置0-6-0(C)のウェル・サイドタンク機関車。
当時の会社幹部が1913年（大正2年）に上野池端で開催された大正博覧会に出品されていたのに惚れ込み、購入を決定したと伝えられている。E1形1 - 3とE2形4, 5はシリンダの径がわずかに異なり、サイドタンク長さ、ボイラー直径も異なる。自重も4, 5の方がわずかに大きい。また同時期に製造された小倉鉄道3形（後の鉄道省1285形）とは、同クラスであるが若干小型で、動輪の間隔も異なっている（本形式が1,500mm+1,200mmであるのに対し、小倉鉄道のものは1,400mm+1,400mm）。
1 - 4は、1937年（昭和12年）に廃車となり、同年3月に飯能で解体された。5については、1929年（昭和4年）3月に東信電気鹿瀬発電所の建設用に売却され、その後所有者は昭和肥料、昭和電工と変わったが、鹿瀬を離れることなく、1960年（昭和35年）まで使用された。

## 性能諸元
- 全長 : 7,888mm
- 全高 : 3,480mm
- 全幅 : 2,400mm
- 軌間 : 1,067mm
- 車軸配置：0-6-0 (C)
- 動輪直径：1,000mm
- 弁装置 : ワルシャート式
- シリンダー（直径×行程） : 300mm×500mm （1 - 3）、310mm×500mm （4, 5）
- ボイラー圧力：12kg/cm2
- 火格子面積：0.69m2（1 - 3）、0.80m2（4, 5）
- 全伝熱面積：38.9m2（1 - 3）、43.5m2（4, 5）
- 煙管伝熱面積：35.7m2（1 - 3）、39.9m2（4, 5）
- 火室伝熱面積：3.2m2（1 - 3）、3.6m2（4, 5）
- 煙管（外径×管板間長さ×数）：42mm×2,800mm×96（1 - 3）、42mm×2,800mm×108（4, 5）
- 機関車運転整備重量：21.6t（1 - 3）、23.2t（4, 5）
- 機関車空車重量：17.2t（1 - 3）、17.9t（4、5）
- 水タンク容量：2.5m3（1 - 3）、3.0m3（4, 5）
- 燃料積載量：1.0t
- シリンダ引張力（0.85P）：4,590kg（1 - 3）、4,900kg（4, 5）